# 2022年9月呼和浩特市2019冠状病毒病聚集性疫情
2022年9月呼和浩特市2019冠状病毒病聚集性疫情又称呼和浩特市“9.28”疫情，是指自2022年9月28日起，在中华人民共和国内蒙古自治区呼和浩特市爆发的2019冠状病毒病本土聚集性疫情。这是呼和浩特市继2月疫情之后，第二次爆发大规模聚集性疫情，引发本次疫情的奥密克戎变异株BF.7，系中国境内首次发现。
9月28日，呼和浩特市在应检尽检中发现本轮疫情第1例感染者，为内蒙古医科大学附属医院一名实习护士。截至10月7日24时，该市本轮疫情累计报告确诊病例572例、无症状感染者1765例。

## 疫情特点
10月8日，内蒙古自治区疾控中心专家姜晓峰在呼和浩特市召开疫情防控工作新闻发布会上称：“本次疫情点多、面广，呈现多点散发和局部聚集的特征，表现出潜伏期短、传播能力强、传播速度快、传播隐匿性的特点。

## 传播链条
10月1日起，呼和浩特此轮疫情中存在一条较为清晰的学校疫情传播链，截止10月4日，已致至少32人确诊。

## 统计数据
呼和浩特市每日新增确诊者
  呼和浩特市每日新增无症状感染者
- 部分确诊数据包含无症状感染者转为确诊的数量，例如10月7日的确诊数据[11]。
- 上述数据来源于内蒙古自治区人民政府内蒙古疫情防控工作专题[12]。

## 应对措施
10月1日的官方通告称，呼和浩特市市四区及土左旗金川区域市民原则居家，非必要不外出。同时倡导市民非必要不离呼市。11月15日，内蒙古自治区卫健委主任许宏智称，针对呼和浩特市社会面仍有阳性感染者的问题，内蒙古疫情防控指挥部专门提出“三快一严”的策略，即快检、快转、快隔、严管，以尽快实现社会面清零。

### 核酸检测
呼市针对与首发病例存在“时空伴随”的人员，进行健康码（青城码）弹窗管理，收到弹窗的人员需进行核酸检测。9月29日起，呼市各核酸检测机构将提供免费核酸检测；9月30日起，对四区划定重点区域内的人员连续3天开展核酸检测、一天一检；对市四区其他区域及土左旗金川区域内人员实行三天两检；10月1日起，在新城区、回民区、玉泉区、赛罕区全域及土左旗金川区域和察素齐镇开展全员核酸检测。10月13日起，呼市首次使用抗原检测作为疫情防控的补充手段。

### 分区防疫
10月11日，呼市已划定高风险区435个，中风险区116个，这些中高风险区分布在市四区、土默特左旗、和林县、武川县和托克托县的部分区域。一些被划定的高风险区采取“足不出户、上门服务”的封控措施；中风险区采取“足不出区、错峰取物”的管控措施；低风险区采取“个人防护、避免聚集”的防范措施。

### 医疗救治
随着感染总人数的攀升，呼市在定点医院收治病患的基础上，先后建设并投入使用了方舱2号医院、方舱1号医院；为缓解医护人员的不足，中国全国多地派遣医疗队参与救治，截至10月7日，来自浙江省、江苏省等地支援呼市定点医院的医疗队已有11支，共计1500余人。

### 居民生活
出行方面，10月1日起，官方倡导市四区及土左旗金川区域内的所有市民原则居家，居民非必要不外出，10月8日的官方通告称，离开呼市的人员需持有“五天三检”核酸检测阴性结果；日常活动方面，10月8日0时起，市四区及土左旗金川区域内的所有经营性场所暂停开放，但民生保障、物资保供等维护社会基本运行和核心功能的单位除外。市民就医方面，呼市实行“不同人群分类就医”，例如在市四区中高风险区域居住的人员，出现与冠状病毒病相似的症状时，需点对点闭环转运至“黄码医院”（呼和浩特市中蒙医院）或设发热门诊的医疗机构排查。物资供应方面，呼市实行“线上下单，线下配送”。
随着部分地区疫情得到控制，一些小区开始解封，截至11月7日，呼市已解封无疫小区974个。

### 交通管制
10月7日起，市域内承担疫情防控物资与核心供应的车辆需持有《呼和浩特市市域重点物资运输车辆通行证》上路行驶。10月8日0时起，市四区及土左旗金川区域公交车、出租车、网约车暂停营运。10月11日0时起，呼市以外的车辆及司乘人员原则上被禁止进入呼市，对于进入车辆，采取点对点闭环运输，司乘人员不得与外界接触。

### 工作教育
10月8日0时起，市四区及土左旗金川区域内除从事特殊性质的工作岗位外，全部单位居家办公；各中小学、幼儿园暂缓开学，大中专院校封闭管理。

## 疫情外溢
内蒙古官方在10月1日召开的疫情防控工作会议上强调，坚持“杀鸡用牛刀”，以快制快，防止外溢，尤其不能外溢到北京。10月中旬，呼市官方在新闻发布会上强调，严防疫情通过交通运输环节传播外溢。

### 广东省
9月30日，陈某明于从呼和浩特返回广东省韶关市，因其未严格遵守防疫规定，使得变异毒株 BF.7 在韶关市造成社会面传播的重大风险。
10月8日，蒋某某（女，32岁）、王某某（男，30岁）从内蒙古返回广东省深圳市后，未按要求执行疫情防控有关政策措施，在公共场所不佩戴口罩，违规参加人员聚集性活动等，造成疫情在深圳市宝安区、南山区广泛传播。经深圳市疾控中心测序，BF.7变异株为深圳首次检出。

### 内蒙古自治区
10月2日，赤峰市林西县从呼和浩特市返回人员中检测出1例新冠病毒阳性感染者。截至10月8日16时，赤峰市本次疫情累计报告本土确诊病例7例、无症状感染者17例。
10月上旬，鄂尔多斯市康巴什区、东胜区都报告了自呼和浩特市返回且存在社会面传播风险的阳性感染者。
10月6日，兴安盟乌兰浩特市在全员核酸检测中发现1例初筛阳性。其后的基因测序发现，兴安盟本轮疫情病例感染的病毒株与呼市“9.28”疫情高度同源。截至10月12日16时，兴安盟累计发现本轮本土感染者61例。
11月12日，通辽市官方在新闻发布会称，有呼和浩特市返乡大学生在转运救治过程中造成通辽市传染病医院五楼的布病疗区环境污染，引发了本土疫情。

## 备注
1. ↑  即“BA.5.2.1.7”的缩写[2]。
2. ↑  即“新城区、回民区、玉泉区、赛罕区”，下同。
3. ↑  即“呼和浩特市”，下同。